# جک بیلینگهام (بازیکن فوتبال)
جک بیلینگهام (انگلیسی: Jack Billingham; ۳ دسامبر ۱۹۱۴ – ۷ اکتبر ۱۹۸۱) بازیکن فوتبال اهل بریتانیا بود.
از باشگاه‌هایی که در آن بازی کرده‌است می‌توان به باشگاه فوتبال نلسون، باشگاه فوتبال کارلایل یونایتد، باشگاه فوتبال ساوتپورت، باشگاه فوتبال بریستول سیتی، باشگاه فوتبال نورث‌همپتون تاون، و باشگاه فوتبال برنلی اشاره کرد.